# Mezzetin
Mezzetin è un dipinto di Antoine Watteau, eseguito tra il 1718 e il 1720. Si trova al Metropolitan Museum of Art di New York.

## Descrizione
Il personaggio che appare nell'opera, chiamato appunto Mezzetin, non è altro che una delle tante varianti dello Zanni, popolare maschera della Commedia dell'Arte. Qui egli canta una serenata per una donna amata, suonando la chitarra nel giardino di lei, non visibile, ma presumibilmente affacciata alla finestra del suo palazzo, che s'intravvede a destra. Alle spalle del chitarrista, sullo sfondo, è riconoscibile una statua raffigurante Venere, nel mezzo di una folta vegetazione. Nel simbolismo figurativo di Watteau, la dea dell'amore vista di schiena riproduce un sentimento negativo, con Mezzetin che non viene dunque ricambiato dalla donna.